# Saint-Ouen-sur-Iton
Saint-Ouen-sur-Iton är en kommun i departementet Orne i regionen Normandie i nordvästra Frankrike. Kommunen ligger i kantonen L'Aigle-Est som tillhör arrondissementet Mortagne-au-Perche. År 2022 hade Saint-Ouen-sur-Iton 827 invånare.

## Befolkningsutveckling
Antalet invånare i kommunen Saint-Ouen-sur-Iton
| Referens: INSEE |